# Greatest Hits Volume 16
Greatest Hits Volume 16 è una compilation retrospettiva della rock band statunitense The Donnas, pubblicato nel 2009 dalla loro nuova etichetta Purple Feather Records (è il secondo dopo Bitchin', 2007) e distribuito dalla RedEye Distribution. L'album è stato premiato sul sito di AOL Spinner.com il 29 giugno 2009.

## Elenco tracce
1. Get Off
2. Perfect Stranger
3. We Own The Night (inedita Bitchin' lato B)
4. She's Out of Control (inedita Bitchin' lato B)
5. Take It Off (Live)
6. Fall Behind Me (Live)
7. Get You Alone (versione 2009)
8. Play My Game (Remix)
9. You Make Me Hot (versione 2009)
10. Get Rid of That Girl (versione 2009)
11. Hey I'm Gonna Be Your Girl (versione alternativa)
12. I Wanna be With a Girl Like You (versione alternativa)
13. I Don't Want to Go to School (versione 2009)
14. Teenage Rules (inedita)
15. Don't Wanna Break Your Head (inedita)
16. High School Yum Yum (versione 2009)

## Formazione
- Brett Anderson – voce principale
- Allison Robertson – chitarra, voce d'accompagnamento
- Maya Ford – basso, voce d'accompagnamento
- Torry Castellano – batteria, percussioni, voce d'accompagnamento